# At-Tibni
At-Tibni (arab. التبني) – miasto w Syrii, w muhafazie Dajr az-Zaur. W 2004 roku liczyło 7205 mieszkańców.